# هولگیت، یورک‌شر شمالی
longitudeهولگیت، یورک‌شر شمالیlatitudeهولگیت، یورک‌شر شمالی
هولگیت (به انگلیسی: Holgate) یک روستا در بریتانیا است که در یورک‌شر و هامبر واقع شده‌است.

## خصوصیات
هولگیت  ۱۲٬۸۳۲ نفر جمعیت دارد.